# Foo Fighters: Back and Forth
Foo Fighters: Back and Forth je časosběrný dokumentární film o americké rockové skupině Foo Fighters. Premiéru měl 15. března 2011 na festivalu South by Southwest v Austinu v Texasu a do kin se dostal v dubnu téhož roku. Vypráví o počátcích Davea Grohla, o osudech členů Foo Fighters a o tvorbě skupiny od jejího počátku až do současnosti.